# Albertus Vinke
Albertus Vinke (Heemse, 20 februari 1838 - 5 juni 1911) was een 19e-eeuws ondernemer en de oprichter van cargadoorsbedrijf Vinke & Co.

## Levensloop
Albertus Vinke werd geboren op 20 februari 1838 in Heemse bij Hardenberg als zoon van Klaas Vinke en Aleida Sierink. Hij huwde in Amsterdam op 24 mei 1867 Geertruida Cornelia van Lindonk (22 juli 1843 - 13 maart 1904). Zij kregen samen 6 kinderen.
Zijn oudste zoon Gerrit Warnderink Vinke kreeg de dubbele achternaam op wens van zijn oudoom Gerrit Warnderink. Twee kinderen, een dochter van 3 jaar oud en zoon van 13 maanden, stierven beiden op 5 mei 1875 na een korte hevige ziekte. Albertus Vinke overleefde ook zijn zoon mr. dr. Willem Jacob Vinke die op 11 december 1910 overleed aan een longontsteking. Enkele maanden later overleed Albertus zelf op 5 juni 1911. Hij werd op 8 juni begraven op de Nieuwe Oosterbegraafplaats in de Watergraafsmeer te Amsterdam.

## Loopbaan
Albertus Vinke vertrok in 1854 naar Amsterdam om bij zijn neef Egbert Warnderink Vinke te werken in de scheepsvictualiënwinkel 'J & J Vinke', de “Ship Chandlers Warehouse”, aan de Geldersekade 8 in Amsterdam. Deze winkel was al vanaf het begin van de negentiende eeuw in handen van de familie Vinke.
Het netwerk van relaties dat in de winkel werd opgebouwd stelde de Vinkes in staat om kapiteins die de Amsterdamse haven aandeden ook andere diensten te verlenen zoals het bemiddelen bij bevrachtingen. Albertus vond deze kant van het bedrijf veel interessanter. Hij richtte op 11 mei 1860 de firma Vinke & Co. op en vestigde zich als scheepsmakelaar en cargadoor, eerst op Geldersekade nummer 18, daarna kort op nummer 6 en vervolgens op nummer 10. Een maand na de oprichting, op 10 juni, bevrachtte hij zijn eerste schip, de schoener 'Vesta' uit Stavanger. Van 1860 tot 1897 was Vinke & Co primair een cargadoorsbedrijf. Het bedrijf specialiseerde zich aanvankelijk in houtbevrachtingen van Noorwegen, Zweden, Finland, Rusland (onder meer Archangel). Daarnaast liet Albertus Vinke zich in met het rederijbedrijf door middel van de rechtsvorm van de partenrederij. Zijn oudste zoon Gerrit Warnderink Vinke, die in 1889 op het kantoor aan de Geldersekade was komen te werken, wist zijn vader over te halen om over te gaan tot de oprichting van een eigen rederij. In 1897 werd de NV Stoomvaart-Maatschappij “Oostzee” opgericht met Albertus en zijn zoon Gerrit Warnderink in de directie. Later zouden nog twee andere rederijen volgen en Vinke & Co zou aan het einde van de negentiende eeuw en begin twintigste eeuw uitgroeien tot een van de belangrijkste trampvaartrederijen van Nederland.

## Karakter
Door de memoires van zijn oudste zoon krijgen we een beeld van Albertus Vinke als een conservatief man, die bijzonder was gehecht aan eenmaal aangenomen gewoontes. Hoewel hij zelf nauwelijks reisde, sprak hij zijn talen, met name Noors. Hij ging altijd goed gekleed, met een hoge hoed naar de beurs. 's Zomers verbleef hij vanaf mei in zijn villa in Hilversum en eind oktober/begin november keerde hij terug naar Amsterdam. Ieder weekend ging hij koffiedrinken in de winkel van zijn neef (later van zijn broer), en 's maandags dineerde Albertus buitenshuis in Hotel "De Bijbel".
Hij had nauwelijks liefhebberijen buiten het zaken doen, met uitzondering van de liefde voor zijn vijf paarden in Hilversum.

## Nageslacht

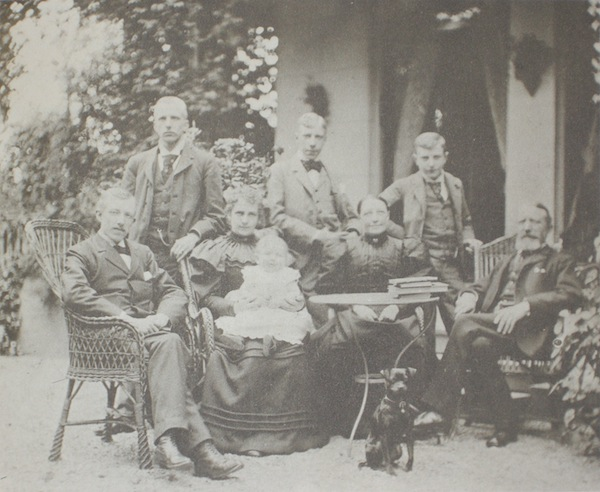
Foto van de familie Vinke uit de negentiger jaren van de 19de eeuw. Links Gerrit Warnderink, zijn broer Willem Jacob, zijn echtgenote Johanna Catharina Hendrina van Verre met zijn zoon Albertus Warnderink Vinke, de broers Egbert Hendrik en Nicolaas, en rechts vooraan de stamvader Albertus Vinke met zijn echtgenote Geertruida Cornelia van Lindonk.

Albertus Vinke was de stamvader van de redersfamilie Vinke. Een aantal van de zonen, kleinkinderen en achterkleinkinderen traden als firmant toe tot Vinke & Co:
- Gerrit Warnderink Vinke (1868-1957) - Firmant van Vinke & Co vanaf 1889 - huwde op 9 juni 1890 Johanna Catharina Hendrina van Verre (1869-1950)
  - Albertus Warnderink Vinke (1893-1982) - Firmant van Vinke & Co vanaf 1927 - huwde in 1920 Jeanette Helena Lion (1893-1984, echtsch. 1931), en in 1931 Rinsje van Zanen (1905-1972)
    - Gerrit (Gerry) Warnderink Vinke (1921-2002) - Firmant van Vinke & Co vanaf 1951 - huwde in mei 1952 Johanna Albertine Pont (1926-2015)
    - Thomas Edward Warnderink Vinke (1924) - Firmant van Vinke & Co vanaf 1958 - huwde in januari 1964 mr. Kathinka van Erk (1937-1987)
    - Albertus Johannes Warnderink Vinke (1931-2003) huwde in 1956 Johanna F. Meyer
    - René Paul Warnderink Vinke (1934)
    - Robert Adriaan Warnderink Vinke (1940)
    - Johanna Regina Henriette Warnderink Vinke (1941)
- Mr.dr. Willem Jacob Vinke (1871-1910) huwde op 2 september 1909 Hendrika Anna Terbrack (1869-1954)[1]
  - Wilhelmina Albertina Vinke (1911-2001) huwde op 28 augustus 1939 ds. jhr. Jan Carel Meijer (1907-1986)
- Aleida Klasina Vinke (1872-1875)
- Albertus Vinke (1874-1875)
- Egbert Hendrik Vinke (1876-1954) - Firmant van Vinke & Co vanaf 1904 - huwde op 1 mei 1901 Eugenie Robertine Louise van Weeren (1878-1951)
  - Albertus Vinke (1903-1990) - Firmant van Vinke & Co vanaf 1929 - huwde op 12 februari 1929 Sophia Martha Hiebendaal (1906)
  - Geertruida Cornelia Vinke (1906-2006) huwde op 24 januari 1929 dr. Marcus van Schouwen (1901-1986)
  - Eugène Vinke (1912-1987) - Firmant van Vinke & Co vanaf 1941 - huwde in 1935 Nellie Maria Andersson (1913-1990)
- Nicolaas Vinke (1878-1932) - Firmant van Vinke & Co vanaf 1904 - huwde op 3 juli 1908 Maria Wilhelmina Johanna van der Liet (1881-1971)
  - Albertus Nicolaas Vinke (1909-1973) huwde in maart 1935 Jean MacGregor
  - Albertine Mary Vinke (1911-2003) huwde op 1 september 1932 mr. Willem Isaac Doude van Troostwijk (1894-1965)
  - Lorna Vinke (1912) huwde op 3 juli 1933 mr. Gustaaf Henri Eugène Nord Thomson (1889-1942)